# Jarosław Sokołowski (gangster)
Jarosław Sokołowski, pseudonim „Masa” (ur. 1962 w Pruszkowie) – polski gangster i przestępca zajmujący w latach 90. wysoką pozycję w gangu pruszkowskim, od 2000 roku świadek koronny.
Został zatrzymany przez policję 30 grudnia 1999 pod zarzutem wymuszenia rozbójniczego. W połowie czerwca 2000, po pięciu miesiącach wyszedł z aresztu i zaczął współpracować z prokuraturą. Sąd, w toczącym się na Bemowie w Warszawie (we wrześniu 2002) procesie gangu pruszkowskiego, nadał mu status świadka koronnego. Po jego zeznaniach dokonano aresztowania członków tzw. zarządu Pruszkowa.

## Życiorys

### Początki
Mieszkaniec Komorowa koło Warszawy. Ojciec Jarosława Sokołowskiego był pięściarzem. Trenował w Legii Warszawa. Nie odnosił jednak większych sukcesów sportowych. Kiedy Jarosław Sokołowski miał dwa lata, ojciec porzucił rodzinę. Ciężar wychowania jedynego syna spadł na matkę, która pracowała w jednej z miejscowych fabryk. Zarabiała niewiele.
Po ukończeniu szkoły podstawowej Jarosław Sokołowski uczęszczał do Technikum Samochodowego w Grodzisku Mazowieckim oraz do Zespołu Szkół Budowlanych w Pruszkowie. Później zajmował się m.in. handlem walutą pod miejscowym Peweksem.

### Kariera przestępcy
Przestępcze terminowanie rozpoczął u Ireneusza Piszczałkowskiego, ps. „Barabasz”. Na przełomie lat 80. i 90. „pracował” w organizacji założonej m.in. przez: Andrzeja Kolikowskiego, ps. „Pershing”, Wojciecha Kiełbińskiego, ps. „Kiełbasa”, Leszka Danielaka, ps. „Wańka”, Czesława B., ps. „Dziki”, Janusza Prasola, ps. „Parasol” i Andrzeja Banasiaka vel Zielińskiego, ps. „Słowik” – biorąc udział w napadach na tiry przewożące papierosy (razem z Wojciechem Kiełbińskim, ps. „Kiełbasa”) i legalizacji samochodów pochodzących z kradzieży. Miał też określone „procenty” z zysków grup podporządkowanych „zarządowi” Pruszkowa. Były to m.in. wpływy z haraczy.
Zwany „Masą” ze względu na to, że zawsze był „na masie” – nigdy nie redukował tkanki tłuszczowej, jak mówi w książce Masa. Jak stałem się bestią. Od pakera do gangstera.
W 1993 oskarżono go o gwałt na młodej kelnerce, Małgorzacie Rozumeckiej z Komorowa. Wówczas prokurator z Pruszkowa prowadząca tę sprawę nie wydała nakazu aresztowania, a rzekomo zgwałcona wkrótce wycofała swoje zeznania.
Prowadził legalne interesy (m.in. był właścicielem restauracji La Cucaracha w Pruszkowie, miał też do spółki z Leszkiem Danielakiem, ps. „Wańka” jedną z największych dyskotek w Warszawie, słynną Planetę na Woli) bywał na ekskluzywnych przyjęciach, kontaktował się z ludźmi ze świata biznesu i polityki. Udzielał gazetom wywiadów jako ekspert i moralista.
W latach 90. kilkakrotnie organizowano zamachy na jego życie. Jeden z nich miał miejsce na początku 1996.
30 grudnia 1999 Jarosław Sokołowski został zatrzymany przez policję w Korbielowie na Żywiecczyźnie, gdzie przebywał u jednego ze swoich znajomych. Przyczyną aresztowania było doniesienie złożone przez jednego z handlarzy w Elektrolandzie (Janki pod Warszawą) Andrzeja R., ps. „Rudy” o wymuszeniu haraczy, m.in. przez Jarosława Sokołowskiego. W rzeczywistości Jarosław Sokołowski pożyczył mu ponad 100 tysięcy dolarów „na rozkręcenie interesu” i co jakiś czas zgłaszał się do niego po odsetki. Andrzej R. oddawał pieniądze lub – jeśli mu ich brakowało – odsetki spłacał sprzętem elektronicznym, który kupował w Elektrolandzie (ze zniżką 30 proc.).Jarosław Sokołowski wyszedł na wolność w połowie czerwca 2000 po pięciu miesiącach pobytu w areszcie, uzyskując status świadka koronnego.
Jarosław Sokołowski brał również udział (jako świadek) w procesie grupy przestępczej Aleksandra Y. ps. „Said”.
Był bliskim współpracownikiem m.in.: Andrzeja Kolikowskiego, ps. „Pershing” (Jarosław Sokołowski jako pierwszy uznał zwierzchnictwo Andrzeja Kolikowskiego w grupie pruszkowskiej, dzięki czemu korzystał z jego ochrony, szczególnie w ostatniej fazie aktywności w mafii – gdy już współpracował z policją) i Nikodema Skotarczaka, ps. „Nikoś”. Wrogami Masy w zarządzie Pruszkowa byli: Andrzej Banasiak vel Andrzej Zieliński, ps. „Słowik”, Mirosław Danielak, ps. „Malizna”, Janusz Prasol, ps. „Parasol”.

### Świadek koronny
Od 1994 (tak jak to przyznał przed kamerami Alfabetu mafii) był agentem policyjnym. Poinformował policję o wszystkich, z którymi działał przez lata, co pozwoliło oskarżyć wiele osób. Dzięki jego zeznaniom (które w części odwoływał) udało się postawić przed sądem i skazać na kary więzienia kilku bossów gangu pruszkowskiego, w tym: Słowika, Maliznę i Parasola. 
5 października 2009 w programie Teraz my!, emitowanym wówczas na antenie telewizji TVN, odsłonił kulisy hazardowego biznesu – program był związany m.in. z tzw. aferą hazardową. W 2012 wystąpił w programie Na pierwszym planie (emitowanym na antenie Telewizji Polskiej), w którym odpowiadał na pytania Piotra Kraśki. Skomentował wówczas wyrok wydany przez sąd pierwszej instancji uniewinniający byłych członków gangu z Pruszkowa (Sąd Okręgowy w Warszawie w 2012 nieprawomocnym wyrokiem oczyścił ze stawianych zarzutów m.in. Andrzeja Zielińskiego, ps. „Słowik” oraz Zygmunta Raźniaka, ps. „Bolo”), a także w wywiadzie dla dziennikarzy gazety „Fakt” w listopadzie 2014. Jarosław Sokołowski nie zgodził się z tezą, że gang pruszkowski stał za zabójstwem byłego Komendanta Głównego Policji nadinsp. Marka Papały. Uważał, że mafia pruszkowska była „za krótka na takie tematy”. Stwierdził, że Pruszków nie prowadził aż takich interesów, żeby zastrzelić byłego Komendanta Głównego Policji. W jego ocenie policja powinna podejmować więcej działań prewencyjnych, ale też i represyjnych.
Mimo tego, że Jarosław Sokołowski objęty jest programem świadka koronnego, jego działalność budzi wątpliwości, np. 16 maja 2018 został zatrzymany przez funkcjonariuszy Biura Spraw Wewnętrznych Policji z Łodzi w celu postawienia zarzutów związanych z wyłudzeniem kredytów, łapownictwem i powoływaniem się na wpływy. W tej sprawie został tymczasowo aresztowany na 3 miesiące. Aresztowanie dwukrotnie przedłużono. W maju 2020 roku wyszedł na wolność w oczekiwaniu na proces.

### Wystąpienia w mediach
Jest bohaterem siedmiu następujących wywiadów rzek autorstwa Artura Górskiego: Masa o kobietach polskiej mafii, Masa o pieniądzach polskiej mafii (wydanych w 2014), Masa o porachunkach polskiej mafii, Masa o bossach polskiej mafii (wydanych w 2015), Masa o kilerach polskiej mafii, Masa o żołnierzach polskiej mafii (wydanych w 2016), Masa o życiu świadka koronnego (wydanej w 2017) i Masa o procesie polskiej mafii (wydanej w 2018).
Działalności Jarosława Sokołowskiego poświęcona jest książka Sylwestra Latkowskiego i Piotra Pytlakowskiego Koronny nr 1. Pseudonim Masa wydana w 2017. Publikacja spotkała się z negatywnym odbiorem samego Sokołowskiego, który przez swojego pełnomocnika zażądał od Domu Wydawniczego „Rebis” wycofania książki ze sprzedaży, motywując to „naruszeniem dóbr osobistych” i „dekonspiracją świadka koronnego”.
Od 2016 jest współwłaścicielem i współtwórcą pierwszego internetowego programu kryminalnego Mafia to nie tylko Pruszków. W kwietniu 2018 wraz z Wojciechem Sumlińskim i byłym majorem Agencji Bezpieczeństwa Wewnętrznego Tomaszem Budzyńskim wydał książkę pt. To tylko mafia. Historia nieprawdopodobnie prawdziwa i gorsza niż samo piekło opisującej kontakty i relacje grupy pruszkowskiej ze światem polityki.
Udział w filmach, serialach i programach telewizyjnych:
- 2004: Alfabet mafii – wystąpił[10]
- 2004: Alfabet mafii. Dekada mafijnej Warszawy – wystąpił[11]
- 2009: Teraz my! – gość programu w sprawie „Afery hazardowej”[12]
- 2012: Zbrodnie, które wstrząsnęły Polską – wystąpił
- 2012: Na Pierwszym Planie – wystąpił
- 2013: Interwencja – wystąpił
- 2013: Kodeks Gangstera (odc. 5: Grypserzy) – wystąpił
- 2014: Dzień Dobry TVN – gość programu „Masa zdradza sekrety kobiet polskiej mafii”[13]
- 2014: Państwo w Państwie – gość programu[14]
- 2016: Mafia to nie tylko Pruszków – współtwórca i gość programu[15]

### Życie prywatne
Dwukrotnie żonaty. Z pierwszą żoną, Elżbietą Sokołowską, ma dwoje dzieci. W 2015 ożenił się z byłą modelką.